# Gran Premio d'Italia 2023
Il Gran Premio d'Italia 2023 è stata la quattordicesima prova della stagione 2023 del campionato mondiale di Formula 1. La gara si è tenuta domenica 3 settembre all'Autodromo nazionale di Monza ed è stata vinta dall'olandese Max Verstappen su Red Bull Racing-Honda RBPT, al quarantasettesimo successo nel mondiale; Verstappen ha preceduto all'arrivo il suo compagno di squadra, il messicano Sergio Pérez, e lo spagnolo Carlos Sainz Jr. su Ferrari.
Grazie al successo ottenuto, Verstappen stabilisce il primato nella storia della Formula 1 di dieci vittorie consecutive, con la striscia iniziata nel Gran Premio di Miami, battendo il precedente record del tedesco Sebastian Vettel di nove vittorie consecutive registrate nella stagione 2013, con lo stesso costruttore. La Red Bull Racing registra il record del maggior numero di doppiette in una stagione con sei, dopo il precedente record di cinque segnato nel precedente campionato.
È stato il Gran Premio oggetto della durata della distanza di gara più corta della storia della categoria, senza contare le gare terminate prematuramente, con 1h13'41"143, seppur percorrendo due giri in meno rispetto al precedente primato stabilito nell'edizione del 2003 dello stesso Gran Premio, con 1h14'19"838.
All'intero weekend di gara hanno assistito 304 134 spettatori, per il terzo Gran Premio d'Italia con il più alto numero di presenze all'Autodromo nazionale di Monza, dietro al primato dei 336 647 spettatori dell'edizione precedente del 2022, e dei 335 000 spettatori dell'edizione successiva del 2024.

## Vigilia

### Aspetti tecnici
Per questo Gran Premio la Pirelli, fornitore unico degli pneumatici, offre la scelta tra gomme di mescola C3, C4 e C5, la tipologia di mescole più morbide che caratterizzano l'intera gamma messa a disposizione dall'azienda fornitrice degli pneumatici per il campionato. È la prima edizione del Gran Premio dove la Pirelli stabilisce questa tipologia di pneumatici. Essa viene stabilita per la settima volta in stagione, e per la prima volta dal Gran Premio d'Ungheria. La Pirelli nomina allo stesso tempo la tipologia di pneumatici disponibile per i successivi Gran Premi di Singapore, Giappone e Qatar.
La Federazione conferma le tradizionali due zone di attivazione del Drag Reduction System stabilite nell'edizione 2011 del Gran Premio, quando il dispositivo fu introdotto per la prima volta nella storia della categoria in quella stagione. La prima zona è collocata sul lungo rettilineo dei box, con il punto di determinazione del distacco fra piloti posto dopo la curva 11, quest'ultimo modificato nell'edizione precedente del 2022, venendo posizionato dopo la suddetta curva dopo che in precedenza era collocato prima di essa. La seconda zona è posta sul rettilineo tra la curva 7 e la curva 8, con detection point posto prima della curva 7.
Fin dal debutto del dispositivo mobile in Formula 1, l'Autodromo nazionale di Monza fu uno dei pochi circuiti presenti nel calendario del campionato mondiale a essere caratterizzato dalla presenza di due zone per l'utilizzo dell'alettone posteriore mobile, visto la presenza di lunghi rettilinei, con il principale obiettivo di favorire i sorpassi. Fu oggetto di due zone DRS nel 2011 insieme al circuito di Montréal, sede del Gran Premio del Canada, al circuito di Valencia, sede in quella stagione del Gran Premio d'Europa, del Buddh International Circuit, sede della prima edizione del Gran Premio d'India, e il circuito di Yas Marina, sede del Gran Premio di Abu Dhabi.
La Federazione ha anche analizzato le zone del DRS durante il 2022, introducendo cambiamenti per il 2023 al fine di facilitare i sorpassi o renderli più difficili in alcuni circuiti in cui si riteneva che la zona in cui utilizzare il dispositivo mobile fosse troppo facile o difficile al fine di effettuare un sorpasso. L'Autodromo nazionale di Monza non rientra tra i tracciati oggetto di queste modifiche.
Rispetto all'edizione del 2022, sono stati rimossi i dissuasori di velocità gialli e neri alla curva 8 e anche il primo dissuasore alla curva 10. La Federazione rende noto che nella via di fuga della prima variante (curva 1 e curva 2) sono state collocate quattro file di blocchi di polistirolo: per garantire che le vetture possano rientrare in pista in condizioni di sicurezza, i piloti, in caso di utilizzo della via di fuga, devono passare attraverso le quattro file di blocchi di polistirolo e ricongiungersi alla pista alla fine della via di fuga; i piloti possono passare sull'erba presente nella via di fuga solo se è chiaramente inevitabile. Alla variante della Roggia qualsiasi pilota che va dritto all'ingresso della curva 4 deve percorrere la via di fuga rimanendo alla destra della linea gialla e del paletto e rientrare in pista al termine della via di fuga, dopo l'uscita della curva 5.
Prima dell'inizio della prima sessione di prove libere del venerdì, sulla vettura di George Russell e Fernando Alonso viene installata la terza scatola del cambio e la terza trasmissione. Entrambi i piloti non sono penalizzati sulla griglia di partenza in quanto i nuovi componenti installati rientrano tra quelli utilizzabili nel numero massimo stabilito dal regolamento tecnico. Sulla vettura di Charles Leclerc, Carlos Sainz Jr., Russell, Valtteri Bottas, Liam Lawson e Yuki Tsunoda viene installata la quarta unità relativa al motore a combustione interna, al turbocompressore, all'MGU-H e all'MGU-K. Sulla vettura di Esteban Ocon viene installata la quarta unità relativa al turbocompressore e all'MGU-H. Sulla vettura di Sainz Jr., Lawson e Tsunoda viene installata la quinta unità relativa all'impianto di scarico, e sulla vettura di Leclerc e Bottas la sesta unità dello stesso componente. Tutti i piloti non sono penalizzati sulla griglia di partenza in quanto i nuovi componenti installati rientrano tra quelli utilizzabili nel numero massimo stabilito dal regolamento tecnico.
Prima della terza sessione di prove libere del sabato, la direzione gara stabilisce che qualsiasi pilota che supera il tempo di 1 minuto e 41 secondi durante le qualifiche dalla seconda linea della safety car alla prima di essa in qualsiasi giro, compresi quelli di entrata e in uscita, può essere considerato come andare lentamente senza un valido motivo, con l'episodio indagato al termine della sessione. Prima delle qualifiche, la direzione gara comunica che non viene reso disponibile un set aggiuntivo di pneumatici intermedi, alla luce delle previsioni meteo.

### Aspetti sportivi
Il Gran Premio rappresenta il quattordicesimo appuntamento stagionale a distanza di una settimana dalla disputa del Gran Premio d'Olanda, tredicesima gara del campionato. Per la quarta volta in stagione, il mondiale prevede la disputa di una prova a distanza di una settimana dall'altra. Il Gran Premio d'Italia è l'ottavo e ultimo appuntamento della stagione previsto in Europa, nonché il sesto consecutivo. Esso è il secondo evento dopo la pausa estiva obbligatoria per squadre e piloti, nonché la terza gara della seconda parte di stagione, e il primo di tre appuntamenti complessivi calendarizzati nel mese di settembre. Il mondiale disputa una gara sulla tipologia di tracciato permanente per il sesto weekend di gara consecutivo. Il contratto per l'inserimento della gara nel calendario mondiale, sempre all'Autodromo nazionale di Monza, è stato rinnovato nel mese di giugno 2020 fino alla stagione 2025. Sponsor del Gran Premio è, come nell'edizione precedente, la Pirelli, azienda italiana fornitrice degli pneumatici per il campionato. A questa edizione assistono 304 134 spettatori nel corso del weekend di gara, per il terzo Gran Premio d'Italia con il più alto numero di presenze all'Autodromo nazionale di Monza, dietro al primato dei 336 647 spettatori del 2022, e dei 335 000 spettatori dell'edizione successiva del 2024.
Presente nel calendario del campionato mondiale di Formula 1 fin dall'edizione inaugurale del 1950 e valido quale prova della categoria dallo stesso anno, il Gran Premio d'Italia, insieme a quelli di Monaco, Svizzera, Belgio, Francia e Gran Bretagna, compresa un'edizione della 500 Miglia di Indianapolis valida per il mondiale, fu una delle prove che caratterizzò il calendario dell'edizione inaugurale del mondiale di Formula 1. Il Gran Premio è l'unico, insieme a quello di Gran Bretagna, ad essere stato presente nel calendario del campionato mondiale fin dalla prima stagione del 1950. Esso vede la sua disputa nel calendario della stagione nel tradizionale mese di settembre, per la sua novantatreesima edizione, la settantaquattresima valida per il mondiale, e l'ottantottesima all'Autodromo nazionale di Monza, il terzo autodromo permanente più antico al mondo, dopo quello di Brooklands in Inghilterra e quello di Indianapolis negli Stati Uniti d'America, nonché il circuito più veloce presente nel calendario mondiale fin dalla stagione 1991. Il circuito ha ospitato il maggior numero di edizioni del Gran Premio, su nove diverse configurazioni, la cui la più recente in uso dalla stagione 2000, ed è, fra tutti quelli utilizzati nel calendario del campionato mondiale di Formula 1 fin dalla stagione inaugurale del 1950, al primo posto per maggior numero di edizioni disputate di un Gran Premio con 72, oltre ad essere al primo posto per maggior numero di edizioni disputate consecutivamente con 42. Il Gran Premio d'Italia è il quinto più antico Gran Premio dopo quelli di Francia, Stati Uniti, Spagna e Russia e, dal 2013, anche quello che si è svolto per più volte. Per l'unica edizione valida per il mondiale nel 1980, esso è stato corso all'Autodromo Enzo e Dino Ferrari, sede in passato di 26 edizioni del Gran Premio di San Marino e a partire dal 2020 del Gran Premio dell'Emilia-Romagna. In cinque occasioni, non valide per il mondiale, il Gran Premio si è disputato in altre località, tra cui Montichiari (1921), il quale fu sede dell'edizione inaugurale, Livorno (1937), Milano (1947) e Torino (1948). Il Gran Premio non è stato corso nel 1929 e nel 1930, e tra il 1939 e il 1946, tutte edizioni non valide per il mondiale di Formula 1. Nel primo caso la gara non fu corsa a seguito del gravissimo incidente del pilota locale Emilio Materassi nell'edizione del 1928 che causò la morte 22 spettatori, tra cui lo stesso Materassi, e più di 40 feriti, mentre nel secondo caso la gara non fu corsa per via della seconda guerra mondiale. Il Gran Premio d'Italia 2021 fu scelto come una di tre prove totali della stagione ad essere protagonista della sperimentazione, per la prima volta nella storia della Formula 1, del formato di gara caratterizzato dalla disputa dell'allora chiamata Qualifica Sprint al sabato al fine di stabilire la griglia di partenza del Gran Premio.
L'Italia avrebbe ospitato, per la quarta stagione consecutiva, almeno due Gran Premi sul proprio territorio, prima dell'annullamento del Gran Premio dell'Emilia-Romagna in programma a maggio a causa dell'ondata eccezionale di maltempo che prima del weekend di gara si abbatte sull'omonima regione. Il Paese sarebbe stato, insieme agli Stati Uniti d'America, come quello oggetto nell'ospitare almeno due gare sul proprio territorio nell'arco di una stagione. Il territorio italiano, oltre ad essere al primo posto per aver ospitato il maggior numero di gare nella storia del mondiale con 104, esso ospitò, per la prima volta, ben tre Gran Premi nella stagione 2020, nel quale il calendario mondiale fu influenzato a causa delle problematiche dettate dalla pandemia di COVID-19. Oltre al Gran Premio dell'Emilia-Romagna e quello omonimo, il Gran Premio della Toscana, da corrersi all'Autodromo internazionale del Mugello, fu introdotto durante la stagione per rimpiazzare altri numerosi Gran Premi annullati o posticipati a causa dell'emergenza sanitaria. L'Italia ha anche ospitato il soppresso Gran Premio di San Marino all'Autodromo Enzo e Dino Ferrari di Imola, dal 1981 al 2006, l'unica edizione del Gran Premio di Pescara sull'omonimo circuito, corsa nel 1957, il Gran Premio di San Remo dal 1937 al 1951 e il Gran Premio Dino Ferrari del 1979, quest'ultimi due con le prove non valide per il mondiale.
Con l'intenzione di rendere l'uso degli pneumatici più sostenibile in futuro, la Formula 1 testa una riduzione dei set di pneumatici assegnati da 13 a 11 in due Gran Premi nel 2023. In queste gare, tra cui questo appuntamento e nel già disputatosi Gran Premio d'Ungheria a luglio, l'uso degli pneumatici nelle qualifiche sarà dure in Q1, medie in Q2 e morbide in Q3, con clima asciutto. Inizialmente una delle due gare scelte fu il Gran Premio dell'Emilia-Romagna, prima del suo annullamento.
Il pilota olandese e campione del mondo della Red Bull Racing, Max Verstappen, in caso di successo, stabilirebbe un nuovo record nella storia della categoria per il maggior numero di vittorie consecutive, con dieci, striscia iniziata nel Gran Premio di Miami. Verstappen è stato anche vittorioso nelle Sprint del Gran Premio d'Austria e del Gran Premio del Belgio. Nel precedente Gran Premio d'Olanda, l'olandese ha eguagliato le nove vittorie consecutive messe a segno da Sebastian Vettel durante la stagione 2013, sempre con il costruttore austriaco, dal Gran Premio Belgio al Gran Premio del Brasile. Sempre in caso di successo, Verstappen diventerebbe il primo pilota a trionfare nelle quattro gare classiche presenti in calendario fin dalla stagione inaugurale del 1950, dopo i successi nel Gran Premio di Monaco, nel Gran Premio di Gran Bretagna e nel Gran Premio del Belgio. Il leader della classifica piloti, in caso di arrivo a podio, eguaglierebbe Fernando Alonso con 15, per la terza striscia più lunga di sempre di arrivi a podio consecutivi, dietro a Michael Schumacher con 19 e a Lewis Hamilton con 16. Il pilota australiano della McLaren, Oscar Piastri e quello statunitense della Williams, Logan Sargeant, debuttanti in questo campionato, hanno già corso all'Autodromo nazionale di Monza. Piastri ha corso nella Formula Renault Eurocup del 2018 e del 2019, in Formula 3 nel 2020 e in Formula 2 nel 2021, con il miglior risultato la vittoria in quest'ultima categoria. Sargeant ha gareggiato nella Formula Renault Eurocup del 2018 e nella Formula Renault NEC dello stesso anno, in Formula 3 nel 2019 e 2020, in Formula 2 nel 2022 e nella European Le Mans Series del 2021, con il miglior risultato appannaggio della vittoria durante la prova della Formula Renault NEC.
Durante la seconda sessione di prove libere del precedente Gran Premio d'Olanda, il pilota australiano dell'AlphaTauri, Daniel Ricciardo, si frattura il polso a causa di un incidente. Egli viene sostituito dal pilota di riserva della Red Bull Racing e della stessa AlphaTauri, il neozelandese Liam Lawson, al debutto nella categoria. Lawson sostituisce Ricciardo anche in questo appuntamento e la scuderia di Faenza rende noto che egli sostituisce l'australiano anche nei successivi Gran Premi finché quest'ultimo non recupera dal suo infortunio. Lawson ha già gareggiato all'Autodromo nazionale di Monza in Formula 3 nel 2019 e 2020, nella Euroformula Open del 2019, in Formula 2 nel 2021 e 2022, e nel DTM del 2021, con il miglior risultato la vittoria nell'Euroformula Open e nel DTM.
Il pilota di riserva dell'Aston Martin e della McLaren, il brasiliano Felipe Drugovich, membro dell'AMF1 Driver Development Programme e campione del mondo di Formula 2 della precedente stagione, prende il posto del canadese Lance Stroll durante la prima sessione di prove libere del venerdì, con il numero 34. Drugovich sostituì Stroll anche durante i test invernali, nel quale il canadese fu costretto a saltarli per via di un infortunio in allenamento. L'Aston Martin rispecchia quanto previsto nel regolamento sportivo valevole della stagione precedente, in cui tutte le dieci squadre iscritte al campionato hanno l'obbligo di schierare, durante le sessioni di prove libere, almeno due piloti giovani. La Ferrari gareggia con una speciale livrea che presenta un tocco di giallo, uno dei colori storici dell’azienda già protagonista lo scorso anno in occasione del 75º anniversario della sua fondazione. Sulle monoposto vi è un riferimento che rimanda alla carrozzeria della Ferrari 499P vincitrice dell'ultima 24 Ore di Le Mans. Anche le tute dei due piloti Charles Leclerc e Carlos Sainz Jr. sono oggetto di un merchandising dedicato, con i tre colori storicamente più utilizzati dalla Ferrari, il rosso, il giallo e il nero. L'Alfa Romeo corre con una speciale livrea che ricalca il Tricolore e che rende omaggio all'Alfa Romeo 33 Stradale. I due piloti britannici della Mercedes, Lewis Hamilton e George Russell, rinnovano il contratto con la scuderia tedesca fino alla stagione 2025.
L'ex pilota di Formula 1 Vitantonio Liuzzi è nominato commissario aggiunto. L'italiano ha svolto in passato, in diverse occasioni, tale funzione, l'ultima al Gran Premio d'Ungheria. Liuzzi fu nominato commissario aggiunto anche nell'edizione del 2019. È la casa automobilistica tedesca Mercedes a fornire la safety car e la medical car.

## Prove

### Resoconto
Verstappen ottiene la migliore prestazione della prima sessione. L'olandese, con gomme a mescola dura, da testare anche in vista delle qualifiche ad allocazione obbligatoria delle mescole per ogni fase, ha dimostrato una ottima competitività, anche nella simulazione di gara. Alle sue spalle si è piazzato, staccato di pochi millesimi, Sainz Jr., che, a sua volta, ha preceduto l'altro pilota della Red Bull Racing, Pérez. Sulle monoposto si è rivisto il fenomeno del saltellamento: a causa della ricerca della massima aerodinamicità le vetture risultano molto vicine al suolo, e questo porta a minore stabilità. Le due Alfa Romeo hanno iniziato la sessione con venti minuti di ritardo, per un problema al software.
Carlos Sainz Jr. è il più veloce della sessione pomeridiana del venerdì. Lo spagnolo ha colto il tempo usando gomme a mescola morbida, durante la simulazione di qualifica. Le due Ferrari hanno fatto gioco di squadra, con Leclerc che ha concesso la scia a Sainz Jr. nel rettilineo tra la variante Ascari e la curva Alboreto. Quando lo spagnolo ha concesso, a sua volta, questo vantaggio al monegasco, questi ha commesso un errore alla prima variante. Dietro allo spagnolo si è piazzato Lando Norris; la velocità delle McLaren è confermata dal quarto tempo per Piastri. Tra i due si è piazzato Pérez, che però è stato autore di un'uscita di pista alla curva Alboreto. Dopo aver messo una ruota sulla ghiaia la monoposto è terminata, dopo un testacoda, contro le barriere. Ha potuto compiere solo due giri Lance Stroll; non impiegato nella prima sessione, per fare posto a Felipe Drugovich, il canadese ha dovuto fermare la sua Aston Martin per un guasto alla power unit. Per recuperare la monoposto la direzione di gara ha interrotto la sessione, con bandiera rossa.
Durante le prime due sessioni di prove libere del venerdì, Alexander Albon utilizza l'assemblaggio di una trasmissione al di fuori dell'allocazione prevista secondo il regolamento tecnico. Il pilota thailandese della Williams non è penalizzato sulla griglia di partenza in quanto tale operazione rientra tra quelle effettuabili nel numero massimo consentito dal regolamento tecnico.
La Red Bull Racing è stata multata di 500 euro da parte della Federazione in quanto Max Verstappen ha superato la velocità minima stabilita dentro la corsia dei box.
Nella notte tra il venerdì e il sabato, l'Aston Martin utilizza uno dei due coprifuochi concessi durante la stagione per effettuare le operazioni sulle proprie vetture. La scuderia britannica non ricevono sanzioni.
Prima dell'inizio della terza sessione di prove libere del sabato, sulla vettura di Carlos Sainz Jr. viene installata la quinta unità relativa all'impianto di scarico, la quarta scatola del cambio e la quarta trasmissione. Il pilota spagnolo della Ferrari non è penalizzato sulla griglia di partenza in quanto i nuovi componenti installati rientrano tra quelli utilizzabili nel numero massimo stabilito dal regolamento tecnico.
Sainz Jr. batte, per pochi millesimi, Verstappen, nella sessione del sabato mattina. Lo spagnolo della Ferrari è stato, nel corso della sessione, ammonito, con bandiera bianconera, per aver ostacolato Tsunoda. Lewis Hamilton, terzo, è staccato di quasi mezzo secondo dal tempo del ferrarista. L'altro pilota della scuderia italiana, Leclerc, ha chiuso col quarto tempo, ma dopo aver dovuto rinunciare a chiudere il suo giro più veloce. Il monegasco è stato autore di un errore alla seconda curva di Lesmo. Peggio ha fatto il compagno di team di Verstappen, Pérez, che ha potuto compiere solo undici giri, per la necessità di lavori sulla sua ala anteriore.

### Risultati
Nella prima sessione del venerdì si è avuta questa situazione:
| Pos | Nº | Pilota           | Costruttore                | Tempo    | Gap    | Giri |
| --- | -- | ---------------- | -------------------------- | -------- | ------ | ---- |
| 1   | 1  | Max Verstappen   | Red Bull Racing-Honda RBPT | 1'22"657 |        | 31   |
| 2   | 55 | Carlos Sainz Jr. | Ferrari                    | 1'22"703 | +0"046 | 28   |
| 3   | 11 | Sergio Pérez     | Red Bull Racing-Honda RBPT | 1'22"834 | +0"177 | 30   |

Nella seconda sessione del venerdì si è avuta questa situazione:
| Pos | Nº | Pilota           | Costruttore                | Tempo    | Gap    | Giri |
| --- | -- | ---------------- | -------------------------- | -------- | ------ | ---- |
| 1   | 55 | Carlos Sainz Jr. | Ferrari                    | 1'21"355 |        | 23   |
| 2   | 4  | Lando Norris     | McLaren-Mercedes           | 1'21"374 | +0"019 | 20   |
| 3   | 11 | Sergio Pérez     | Red Bull Racing-Honda RBPT | 1'21"540 | +0"185 | 17   |

Nella sessione del sabato mattina si è avuta questa situazione:
| Pos | Nº | Pilota           | Costruttore                | Tempo    | Gap    | Giri |
| --- | -- | ---------------- | -------------------------- | -------- | ------ | ---- |
| 1   | 55 | Carlos Sainz Jr. | Ferrari                    | 1'20"912 |        | 23   |
| 2   | 1  | Max Verstappen   | Red Bull Racing-Honda RBPT | 1'20"998 | +0"086 | 23   |
| 3   | 44 | Lewis Hamilton   | Mercedes                   | 1'21"453 | +0"541 | 23   |

## Qualifiche

### Resoconto
Dopo Tsunoda e Magnussen, è Max Verstappen che fa segnare il miglior tempo, in 1'22"047. Il tempo del campione del mondo è annullato per il non rispetto dei limiti del tracciato, alla seconda curva di Lesmo. Passa a condurre, così, Pérez. Il tempo del messicano viene migliorato da Russell, poi da Albon. Alle spalle del thailandese si piazza l'altro pilota della Willams, Sargeant. Alle loro spalle si trovano, per il momento, Zhou Guanyu e Lando Norris. Sainz Jr. sale quarto, mentre Leclerc è settimo, battuto da Alonso; anche il tempo dello spagnolo non verrà validato, per il non rispetto dei limiti di pista. La classifica si movimenta di continuo, visto che i piloti, su gomme dure, girano molto in pista. Pérez riprende a comandare, con 1'21"911, prima dell'arrivo del compagno di scuderia Verstappen, che abbassa il limite a 1'21"573. Anche Fernando Alonso rimonta, in terza posizione; Esteban Ocon è autore di un errore alla variante Ascari. Tsunoda sale quinto, mentre Lawson è settimo. Mentre Ocon va ai box, per controllare il fondo piatto della sua vettura, Charles Leclerc risale in terza posizione, prima che il suo tempo sia battuto da Sainz Jr.. Rimonta quarto anche Norris, mentre anche il tempo di Oscar Piastri viene annullato. Stessa sorte tocca a Pierre Gasly. Nella lotta fra i due piloti della Ferrari Leclerc riscavalca Sainz Jr., ponendosi alle spalle di Verstappen, staccato di due decimi. Il tempo del ferrarista è migliorato da Albon; Piastri fa l'ottavo tempo, mentre Logan Sargeant è quinto. Si pone in situazione di sicurezza anche Lawson, col decimo tempo; meglio fa l'altro portacolori dell'AlphaTauri, Tsunoda, che è quarto. Non passano il taglio Zhou, il cui ultimo crono è annullato, Gasly, Ocon, Magnussen e Stroll.
Leclerc e Sainz Jr. sono messi sotto indagine dai commissari, per non aver rispettato il tempo minimo per effettuare il giro di riscaldamento, un minuto e 41 secondi. La direzione informa che, comunque, la posizione dei due ferraristi verrà studiata dopo la sessione di qualifica. Verstappen chiude, nella seconda fase, il primo tentativo in 1'21"035. Questo gli permette di battere Pérez di quasi quattro decimi; Lando Norris è terzo. Meglio fa Alexander Albon che prende il secondo tempo; Alonso chiude quarto, mentre Piastri batte il suo compagno di team. Leclerc si piazza secondo, poco prima che Carlos Sainz Jr. ottenga il miglior tempo (1'20"991). George Russell chiude col sesto tempo, mentre dimostra difficoltà Hamilton, che è solo dodicesimo. L'ex campione del mondo, leggermente ostacolato da Pérez, si lamenta per la mancanza di tenuta di strada della sua monoposto. Quando mancano un paio di minuti alla fine della Q2 solo mezzo secondo separa il tempo del sesto da quello del sedicesimo. Tsunoda è provvisoriamente nono, Russell sale quinto, battuto dal compagno di scuderia Hamilton. Leclerc s'installa al comando, prima che Verstappen segni ancora la miglior prestazione. Pérez non riesce a fare meglio del quarto tempo. Non accedono alla fase finale Tsunoda, Lawson, Hülkenberg, Bottas e Sargeant.
Verstappen, in Q3, entra in pista per primo, davanti a Pérez, Norris e Alonso; tra i piloti della Ferrari, Leclerc precede Sainz Jr.. Il campione del mondo ferma il tempo sull'1'20"631. Sergio Pérez chiude in 1'20"921, battuto anche da Norris. Leclerc è capace di sopravanzare Verstappen, ma viene immediatamente battuto, a sua volta, da Sainz Jr. (1'20"532). Albon prende il quarto tempo, prima che Russell lo preceda. Hamilton è nono, davanti al solo Alonso. Per il secondo tentativo il primo a prendere la pista è Alonso, seguito, a distanza, da Leclerc, e dalle due Red Bull Racing. Leclerc migliora nel primo settore, senza essere battuto da Verstappen. Sainz Jr., in pole position provvisoria, è in leggero ritardo, ma i tre piloti sono molto vicini. Leclerc si migliora anche nel settore centrale, ma il suo tempo è battuto dai suoi due avversari. Il monegasco chiude in 1'20"361. La sua pole position dura pochi secondi: Verstappen porta il limite a 1'20"307. Sainz Jr. è però capace di battere, a sua volta, l'olandese, terminando in 1'20"294.
Lo spagnolo conquista la quarta pole position in carriera, la prima da quella ottenuta nel Gran Premio degli Stati Uniti d'America 2022, dopo trecentoquindici giorni. Sainz Jr. eguaglia il numero delle partenze al palo nella storia del mondiale ottenute da Mike Hawthorn, Didier Pironi, Jarno Trulli e Giancarlo Fisichella. Per la Ferrari è la duecentoquarantacinquesima partenza in prima posizione della storia e la terza del campionato, la prima dal Gran Premio del Belgio con Leclerc, bissando la partenza al palo dopo quella ottenuta nel 2022 proprio col monegasco. La scuderia di Maranello estende il proprio record del maggior numero di pole position ottenute nel Gran Premio d'Italia, con ventitré. Verstappen, secondo, ha vinto quattro volte nelle ultime dieci partenze da questa posizione. Leclerc parte terzo e viene battuto da un compagno di squadra a Monza per la prima volta in carriera. Russell ottiene il quarto posto e parte nei primi quattro per la seconda gara consecutiva dopo il terzo posto nel precedente Gran Premio d'Olanda. Con la quinta posizione, per Pérez è solamente la seconda qualifica nei primi cinque nelle ultime nove gare. La sesta posizione di Albon è il miglior risultato per la Williams sul circuito italiano dalla partenza di Stroll in prima fila nell'edizione del 2017. Per il thailandese è la quinta apparizione in Q3 nelle ultime sette gare. Piastri, settimo, fa meglio in qualifica del compagno di scuderia Norris, nono, per la seconda volta negli ultimi tre Gran Premi. Hamilton è solamente ottavo, per la peggiore prestazione sul circuito brianzolo dall'edizione del 2013, dodicesimo in griglia. Norris è nono nella sua peggior prestazione in qualifica a Monza dalla stagione del debutto, quella del 2019. Alonso, decimo, al peggior risultato in qualifica della stagione, è l'unico pilota ad aver raggiunto il Q3 in tutte le gare dell'anno. Tsunoda manca l'accesso al Q3 per soli undici millesimi. Con il giapponese undicesimo e Lawson dodicesimo, l'AlphaTauri presenta due vetture nelle prime dodici posizioni per la seconda volta in stagione dopo il Gran Premio di Monaco. Entrambe le Alpine sono eliminate in Q1 per la prima volta dal Gran Premio di Singapore 2016 quando il costruttore correva sotto la denominazione di Renault, con Magnussen e Jolyon Palmer alla guida. Gasly è diciassettesimo sul circuito dove ottenne la prima vittoria in carriera nell'edizione del 2020, dopo il podio ottenuto nella precedente gara a Zandvoort. Ocon è eliminato nella prima fase per la seconda gara di fila, non raggiungendo il Q3 nelle ultime sei gare. Magnussen e Zhou sono entrambi eliminati in Q1 per la nona volta in stagione. È stata l'undicesima volta su quattordici gare che il danese viene sopravanzato in qualifica dal compagno di scuderia Hülkenberg. Stroll è qualificato ultimo, per la seconda eliminazione in questa fase dopo quella del Gran Premio di Miami. Sainz Jr., alla prima nona fila in carriera, e la prima all'Autodromo nazionale di Monza, nonché alla prima pole position sul circuito italiano e in stagione, dopo l'unica partenza del campionato in prima fila nel Gran Premio di Spagna, è il primo spagnolo che parte davanti a tutti nel Gran Premio d'Italia da Fernando Alonso nell'edizione del 2010, sempre con la Ferrari. Sainz Jr. è il quarto pilota differente del campionato in pole position dopo Verstappen, Pérez e Leclerc. Per la terza volta Sainz Jr. e Verstappen partono in quest'ordine in prima fila. Nelle due volte precedenti, in una occasione ha vinto Sainz Jr. e in una ha vinto Verstappen. Lo spagnolo è il primo pilota a battere il compagno di scuderia Leclerc in qualifica sul circuito monzese. Entrambe le Ferrari occupano le prime tre posizioni in griglia per la prima volta dall'edizione del 2018. Verstappen, alla cinquantatreesima prima fila in carriera, è partito in pole position nell'edizione del 2021 grazie a una penalità di Bottas, ma non è mai stato il più veloce in qualifica. L'Aston Martin raggiunge il Q3 per la prima volta nel Gran Premio d'Italia, dopo che nell'edizione precedente entrambe le vetture furono eliminate in Q1. Dal tempo migliore della pole position e dalla seconda posizione, occupata da Verstappen, vi è un margine di tredici millesimi, il più basso dall'edizione del 2006 quando Kimi Räikkönen e Michael Schumacher ne furono separati da due.
Sono stati cancellati sette tempi dai commissari sportivi ai piloti per non aver rispettato i limiti della pista, durante le qualifiche. Si sono visti cancellare il tempo Max Verstappen (alla curva 7), Lance Stroll (alla curva 2), Fernando Alonso (alla curva 7), Pierre Gasly (alla curva 2), Esteban Ocon (alla curva 10), Oscar Piastri (alla curva 7) e Zhou Guanyu (alla curva 7).
I due piloti della Ferrari, Charles Leclerc e Carlos Sainz Jr., non ricevono sanzioni da parte dei commissari sportivi, per non aver rispettato le istruzioni stabilite dalla direzione gara. I due piloti hanno superato il tempo limite di un minuto e 41 secondi valevole tra la seconda linea della safety car e la prima di essa, durante la percorrenza del quarto giro in Q1.

### Risultati
Nella sessione di qualifica si è avuta questa situazione:
| Pos                         | Nº | Pilota           | Costruttore                  | Q1       | Q2       | Q3       | Griglia |
| --------------------------- | -- | ---------------- | ---------------------------- | -------- | -------- | -------- | ------- |
| 1                           | 55 | Carlos Sainz Jr. | Ferrari                      | 1'21"965 | 1'20"991 | 1'20"294 | 1       |
| 2                           | 1  | Max Verstappen   | Red Bull Racing-Honda RBPT   | 1'21"573 | 1'20"937 | 1'20"307 | 2       |
| 3                           | 16 | Charles Leclerc  | Ferrari                      | 1'21"788 | 1'20"977 | 1'20"361 | 3       |
| 4                           | 63 | George Russell   | Mercedes                     | 1'22"148 | 1'21"382 | 1'20"671 | 4       |
| 5                           | 11 | Sergio Pérez     | Red Bull Racing-Honda RBPT   | 1'21"911 | 1'21"240 | 1'20"688 | 5       |
| 6                           | 23 | Alexander Albon  | Williams-Mercedes            | 1'21"661 | 1'21"272 | 1'20"760 | 6       |
| 7                           | 81 | Oscar Piastri    | McLaren-Mercedes             | 1'22"106 | 1'21"527 | 1'20"785 | 7       |
| 8                           | 44 | Lewis Hamilton   | Mercedes                     | 1'21"977 | 1'21"369 | 1'20"820 | 8       |
| 9                           | 4  | Lando Norris     | McLaren-Mercedes             | 1'21"995 | 1'21"581 | 1'20"979 | 9       |
| 10                          | 14 | Fernando Alonso  | Aston Martin Aramco-Mercedes | 1'22"043 | 1'21"543 | 1'21"417 | 10      |
| 11                          | 22 | Yuki Tsunoda     | AlphaTauri-Honda RBPT        | 1'21"852 | 1'21"594 | N.D.     | 11      |
| 12                          | 40 | Liam Lawson      | AlphaTauri-Honda RBPT        | 1'22"112 | 1'21"758 | N.D.     | 12      |
| 13                          | 27 | Nico Hülkenberg  | Haas-Ferrari                 | 1'22"343 | 1'21"776 | N.D.     | 13      |
| 14                          | 77 | Valtteri Bottas  | Alfa Romeo-Ferrari           | 1'22"249 | 1'21"940 | N.D.     | 14      |
| 15                          | 2  | Logan Sargeant   | Williams-Mercedes            | 1'21"930 | 1'21"944 | N.D.     | 15      |
| 16                          | 24 | Zhou Guanyu      | Alfa Romeo-Ferrari           | 1'22"390 | N.D.     | N.D.     | 16      |
| 17                          | 10 | Pierre Gasly     | Alpine-Renault               | 1'22"545 | N.D.     | N.D.     | 17      |
| 18                          | 31 | Esteban Ocon     | Alpine-Renault               | 1'22"548 | N.D.     | N.D.     | 18      |
| 19                          | 20 | Kevin Magnussen  | Haas-Ferrari                 | 1'22"592 | N.D.     | N.D.     | 19      |
| 20                          | 18 | Lance Stroll     | Aston Martin Aramco-Mercedes | 1'22"860 | N.D.     | N.D.     | 20      |
| Tempo limite 107%: 1'27"283 |    |                  |                              |          |          |          |         |

In grassetto sono indicate le migliori prestazioni in Q1, Q2 e Q3.

## Gara

### Resoconto
Durante il giro di formazione Yuki Tsunoda è costretto all'abbandono. La necessità di evacuare la sua vettura, ferma vicino alla Parabolica, fa effettuare un'ulteriore di giro di formazione, prima che la direzione di gara decida di interrompere la procedura di partenza. La gara riprende alle 15:20. A causa del nuovo giro di formazione la gara viene ridotta a 51 giri.
Carlos Sainz Jr. resiste all'attacco di Verstappen, al via, mentre Leclerc si avvicina al campione del mondo, senza essere capace di attaccarlo. Alle spalle dei primi tre ci sono Russell, Pérez e Piastri. L'australiano viene passato alla Roggia da Alexander Albon. I due piloti della Red Bull Racing cercano, nei primi giri, di superare i loro avversari diretti. In varie occasioni sia Verstappen che Pérez attaccano, alla prima variante, rispettivamente, Sainz Jr. e Russell. Al quattordicesimo giro il messicano sorpassa il pilota della Mercedes, tagliando però la seconda curva, essendo così costretto a restituire la posizione. Il giro successivo Sainz Jr. blocca in frenata, alla prima staccata; questo consente a Verstappen di affiancare lo spagnolo. I due proseguono appaiati fino alla Variante della Roggia, dove l'olandese ha la meglio, portandosi al comando.
Al sedicesimo giro anche Sergio Pérez prende la posizione a Russell. Quest'ultimo, e Sainz Jr., effettuano la sosta al ventesimo giro, seguiti, nel giro successivo, da Verstappen e Leclerc. Si trova così al comando Pérez. Leclerc rientra in pista al sopraggiungere di Sainz Jr.: lo spagnolo tiene la posizione. Dopo la sosta di Pérez, va al comando Piastri, e dopo il pit stop del pilota della McLaren, si trova primo Lewis Hamilton, uno dei pochi piloti ad essere partito con gomme dure. Al venticinquesimo passaggio Max Verstappen supera l'ex campione del mondo, e si riporta al comando. Poco prima della sosta il pilota della Mercedes è passato anche dal duo della Ferrari. 
Al trentesimo giro Verstappen conduce con 5"8 su Sainz Jr., 6"8 su Leclerc e 7"5 su Pérez. Due giri dopo il messicano della Red Bull Racing supera Leclerc, alla prima variante. In seguito si mette a caccia di Sainz Jr., senza però riuscire a distanziare Leclerc. Al quarantaduesimo giro Hamilton ha un contatto con Oscar Piastri alla Roggia, nella lotta per l'ottava posizione. I due vanno nella via di fuga. Il pilota della McLaren ha l'ala danneggiata, tanto che Hamilton viene penalizzato di cinque secondi sul tempo di gara. Hamilton, però, nei giri successivi, passa sia Lando Norris, che Albon, salendo in sesta posizione. La lotta tra Sainz Jr. e Pérez, per il secondo posto, si protrae per diversi giri. Solo al quarantaseiesimo giro Pérez avrà la meglio sul ferrarista, passandolo alla prima variante. Negli ultimi giri Sainz Jr. dovrà difendersi, a più riprese, da Leclerc che, senza successo, tenterà di prendergli la terza posizione.
Max Verstappen vince il quarantasettesimo Gran Premio in carriera, la dodicesima gara in stagione, la decima consecutiva, nonché il secondo successo consecutivo nel Gran Premio d'Italia, bissando il trionfo dell'edizione del 2022. Per la Red Bull Racing è la quattordicesima vittoria consecutiva in stagione su altrettante gare, la centoseiesima della propria storia e la quarta complessiva all'Autodromo nazionale di Monza, la seconda consecutiva dopo il successo proprio con Verstappen nel 2022, nonché la sesta doppietta in stagione grazie al secondo posto di Pérez, la ventottesima della propria storia, e la prima da quella ottenuta nel Gran Premio del Belgio. Per Pérez la seconda posizione è stato il primo podio a Monza dalla stessa ottenuta nell'edizione del 2012 alla guida della scuderia allora denominata Sauber. Sainz Jr. è terzo e ottiene il primo podio stagionale. Lo spagnolo termina con un distacco di 11"193 dal vincitore Verstappen, il divario più basso per un pilota diverso dalla Red Bull Racing in un Gran Premio completato interamente sotto la bandiera verde. Il pilota della Ferrari ha condotto quattordici giri, il margine più ampio in cui un pilota non alla guida della Red Bull Racing ha condotto una gara in campionato. Con la quarta posizione di Leclerc, la scuderia di Maranello, che supera l'Aston Martin per la terza posizione nel mondiale costruttori, presenta due vetture nelle prime quattro posizioni per la prima volta in stagione. Russell, quinto, termina nei primi cinque per la prima volta dal Gran Premio di Gran Bretagna, mentre Hamilton, sesto, conclude nella stessa posizione del precedente Gran Premio d'Olanda. Hamilton non è salito sul podio a Monza a partire dall'edizione del 2020. Con la settima posizione, Albon eguaglia il suo miglior risultato stagionale e della Williams, appannaggio del Gran Premio del Canada. Il thailandese ottiene punti per la seconda gara di fila per la prima volta da quando corre per il costruttore britannico. Norris è ottavo a mantiene il record di punti conquistati in tutte le cinque apparizioni nel Gran Premio d'Italia. Alonso, nono, ottiene punti a Monza solamente per la seconda volta negli ultimi dieci anni, dopo l'ottava posizione con l'Alpine nell'edizione del 2021. Bottas completa la zona punti, dopo averne ottenuto solamente uno nelle ultime dodici gare, grazie alla decima posizione del Gran Premio del Canada, gara in cui l'Alfa Romeo aveva ottenuto punti per l'ultima in campionato. Lawson conquista l'undicesima piazza, al miglior risultato per qualsiasi pilota che ha guidato questa vettura in stagione, dopo il dodicesimo posto di De Vries nel Gran Premio di Monaco e il tredicesimo del subentrante Ricciardo nel Gran Premio d'Ungheria. Con Hülkenberg diciassettesimo e Magnussen diciottesimo entrambe le Haas sono state le uniche due vetture doppiate. Tsunoda subisce un guasto meccanico prima di iniziare la gara per la seconda volta in tre apparizioni a Monza, dopo quanto accaduto nel 2021. Con Alonso nono e Stroll sedicesimo, per l'Aston Martin è il peggior risultato in stagione. Per Max Verstappen, che ha concluso ogni Gran Premio della stagione in prima o seconda posizione, è stata la decima vittoria consecutiva, stabilendo il nuovo primato nella storia della Formula 1 per il maggior numero di vittorie consecuive, imbattuto dal 7 maggio, giorno del Gran Premio di Miami, e battendo il precedente record del tedesco Sebastian Vettel di nove vittorie consecutive registrate nella stagione 2013, con lo stesso costruttore. Per il campione del mondo è stato il quindicesimo podio consecutivo dal Gran Premio di Abu Dhabi 2022, eguagliando la terza striscia più lunga nella storia del mondiale appannaggio di Alonso. Il leader della classifica piloti diventa il primo pilota nella storia del mondiale a trionfare nelle quattro gare classiche presenti in calendario fin dalla stagione inaugurale del 1950, dopo i successi nel Gran Premio di Monaco, nel Gran Premio di Gran Bretagna e nel Gran Premio del Belgio. Fin dall'inizio del campionato precedente, per Verstappen è stata la ventisettesima vittoria, pareggiando lo stesso numero di successi nel mondiale di Jackie Stewart, che fu il record di vittorie assolute nella categoria dal 1973 al 1987. L'olandese ha un margine di centoquarantacinque punti in classifica piloti sul secondo Pérez, ovvero più di sei vittorie con otto Gran Premi al termine. La Red Bull Racing vince quattordici gare consecutive dall'inizio del campionato ed estende il proprio record con quindici vittorie di fila, considerando il trionfo nel Gran Premio di Abu Dhabi 2022, ultima gara del campionato precedente. Il costruttore austriaco diventa il primo team nella storia della categoria a vincere quindici gare di fila, trionfando in ventiquattro delle ultime venticinque gare. La scuderia di Milton Keynes segna la sesta doppietta stagionale, la prima nel Gran Premio d'Italia, stabilendo il primato nella storia del costruttore per il maggior numero di doppiette in una singola stagione dopo le cinque messe a segno nel campionato precedente. Pérez ha il distacco di punti più alto che abbia mai avuto in tutta la stagione su Alonso, terzo in classifica, con 49. La Red Bull Racing non ha mai concluso un campionato presentando due piloti nelle prime due posizioni in classifica. Piastri segna il primo giro più veloce in carriera, diventando il centotrentasettesimo pilota differente nella storia del mondiale a ottenere questo riconoscimento, il primo da Daniil Kvjat nel Gran Premio di Spagna 2016. Il punto addizionale del giro più veloce non viene assegnato per la prima volta dal Gran Premio del Bahrein, gara inaugurale del campionato, per l'ottava volta complessiva dopo essere stato reintrodotto nella stagione 2019, in quanto ottenuto dall'australiano, dodicesimo all'arrivo, fuori dalle prime dieci posizioni. Alonso ha percorso un totale di 20 000 giri in carriera in Formula 1. È stato il Gran Premio oggetto della durata della distanza di gara più corta della storia della categoria, senza contare le gare terminate prematuramente, con 1h13'41"143, seppur percorrendo due giri in meno rispetto al precedente primato stabilito nell'edizione del 2003 dello stesso Gran Premio, con 1h14'19"838. Per la prima volta, il Gran Premio d'Italia non è stato coperto nell'attuale distanza di gara prevista valevole dall'edizione del 2003 di 53 giri, pari a 306,720 km, ma accorciato di due tornate per l'annullamento della procedura di partenza. È stato il primo Gran Premio della stagione a non aver coperto la distanza programmata prevista. Tutte le sessioni del Gran Premio si sono disputate su pista asciutta per la prima volta dal Gran Premio di Miami. La corsa non ha visto né l'utilizzo delle bandiere gialle, né della safety car e né della virtual safety car per la prima volta dal Gran Premio di Spagna.
Sono stati cancellati 17 tempi dai commissari sportivi ai piloti per non aver rispettato i limiti della pista, durante la gara. Si sono visti cancellare il tempo tre volte Lando Norris (una volta alla curva 7 e due volte alla curva 1) e Sergio Pérez (tutte alla curva 2), due volte Fernando Alonso (una volta alla curva 10 e una volta alla curva 7), Oscar Piastri (entrambe le volte alla curva 5) e Lewis Hamilton (una volta alla curva 5 e una volta alla curva 4), una volta George Russell (alla curva 2), Valtteri Bottas (alla curva 5), Logan Sargeant (alla curva 5), Carlos Sainz Jr. (alla curva 5) e Charles Leclerc (alla curva 5).

### Risultati
I risultati del Gran Premio sono i seguenti:
| Pos | Nº | Pilota           | Costruttore                  | Giri | Tempo/Ritiro | Griglia | Punti |
| --- | -- | ---------------- | ---------------------------- | ---- | ------------ | ------- | ----- |
| 1   | 1  | Max Verstappen   | Red Bull Racing-Honda RBPT   | 51   | 1h13'41"143  | 2       | 25    |
| 2   | 11 | Sergio Pérez     | Red Bull Racing-Honda RBPT   | 51   | +6"064       | 5       | 18    |
| 3   | 55 | Carlos Sainz Jr. | Ferrari                      | 51   | +11"193      | 1       | 15    |
| 4   | 16 | Charles Leclerc  | Ferrari                      | 51   | +11"377      | 3       | 12    |
| 5   | 63 | George Russell   | Mercedes                     | 51   | +23"028      | 4       | 10    |
| 6   | 44 | Lewis Hamilton   | Mercedes                     | 51   | +42"679      | 8       | 8     |
| 7   | 23 | Alexander Albon  | Williams-Mercedes            | 51   | +45"106      | 6       | 6     |
| 8   | 4  | Lando Norris     | McLaren-Mercedes             | 51   | +45"449      | 9       | 4     |
| 9   | 14 | Fernando Alonso  | Aston Martin Aramco-Mercedes | 51   | +46"294      | 10      | 2     |
| 10  | 77 | Valtteri Bottas  | Alfa Romeo-Ferrari           | 51   | +1'04"056    | 14      | 1     |
| 11  | 40 | Liam Lawson      | AlphaTauri-Honda RBPT        | 51   | +1'10"638    | 12      |       |
| 12  | 81 | Oscar Piastri    | McLaren-Mercedes             | 51   | +1'13"074    | 7       |       |
| 13  | 2  | Logan Sargeant   | Williams-Mercedes            | 51   | +1'18"557    | 15      |       |
| 14  | 24 | Zhou Guanyu      | Alfa Romeo-Ferrari           | 51   | +1'20"164    | 16      |       |
| 15  | 10 | Pierre Gasly     | Alpine-Renault               | 51   | +1'22"510    | 17      |       |
| 16  | 18 | Lance Stroll     | Aston Martin Aramco-Mercedes | 51   | +1'27"266    | 20      |       |
| 17  | 27 | Nico Hülkenberg  | Haas-Ferrari                 | 50   | +1 giro      | 13      |       |
| 18  | 20 | Kevin Magnussen  | Haas-Ferrari                 | 50   | +1 giro      | 19      |       |
| Rit | 31 | Esteban Ocon     | Alpine-Renault               | 39   | Sterzo       | 18      |       |
| NP  | 22 | Yuki Tsunoda     | AlphaTauri-Honda RBPT        | 0    | Motore       | –       |       |

## Classifiche mondiali

### Piloti
| Pos | Pilota           | Punti |
| --- | ---------------- | ----- |
| 1   | Max Verstappen   | 364   |
| 2   | Sergio Pérez     | 219   |
| 3   | Fernando Alonso  | 170   |
| 4   | Lewis Hamilton   | 164   |
| 5   | Carlos Sainz Jr. | 117   |
| 6   | Charles Leclerc  | 111   |
| 7   | George Russell   | 109   |
| 8   | Lando Norris     | 79    |
| 9   | Lance Stroll     | 47    |
| 10  | Pierre Gasly     | 37    |
| 11  | Esteban Ocon     | 36    |
| 12  | Oscar Piastri    | 36    |
| 13  | Alexander Albon  | 21    |
| 14  | Nico Hülkenberg  | 9     |
| 15  | Valtteri Bottas  | 6     |
| 16  | Zhou Guanyu      | 4     |
| 17  | Yuki Tsunoda     | 3     |
| 18  | Kevin Magnussen  | 2     |

### Costruttori
| Pos | Costruttore                  | Punti |
| --- | ---------------------------- | ----- |
| 1   | Red Bull Racing-Honda RBPT   | 583   |
| 2   | Mercedes                     | 273   |
| 3   | Ferrari                      | 228   |
| 4   | Aston Martin Aramco-Mercedes | 217   |
| 5   | McLaren-Mercedes             | 115   |
| 6   | Alpine-Renault               | 73    |
| 7   | Williams-Mercedes            | 21    |
| 8   | Haas-Ferrari                 | 11    |
| 9   | Alfa Romeo-Ferrari           | 10    |
| 10  | AlphaTauri-Honda RBPT        | 3     |